# 宇品郵便局
宇品郵便局（うじなゆうびんきょく）は、広島県広島市南区にある郵便局。民営化前の分類では集配普通郵便局であった。

## 概要
住所：〒734-8799 広島県広島市南区宇品東1-1-63

### 分室
- 広島JPビルディング内分室 (51099A) [1] - 住所：〒732-0822 広島県広島市南区松原町2-62 広島JPビルディング

### 出張所（局外ATM）
民営化前は以下の場所に出張所としてATMを設置していた。現在も同じ場所にATMがあるが、管理はゆうちょ銀行広島支店となっている。
- イオン宇品ショッピングセンター内出張所
- イオンジャスコみゆき店内出張所
- 県立広島病院内出張所
- ベイシティ宇品内出張所

## 沿革

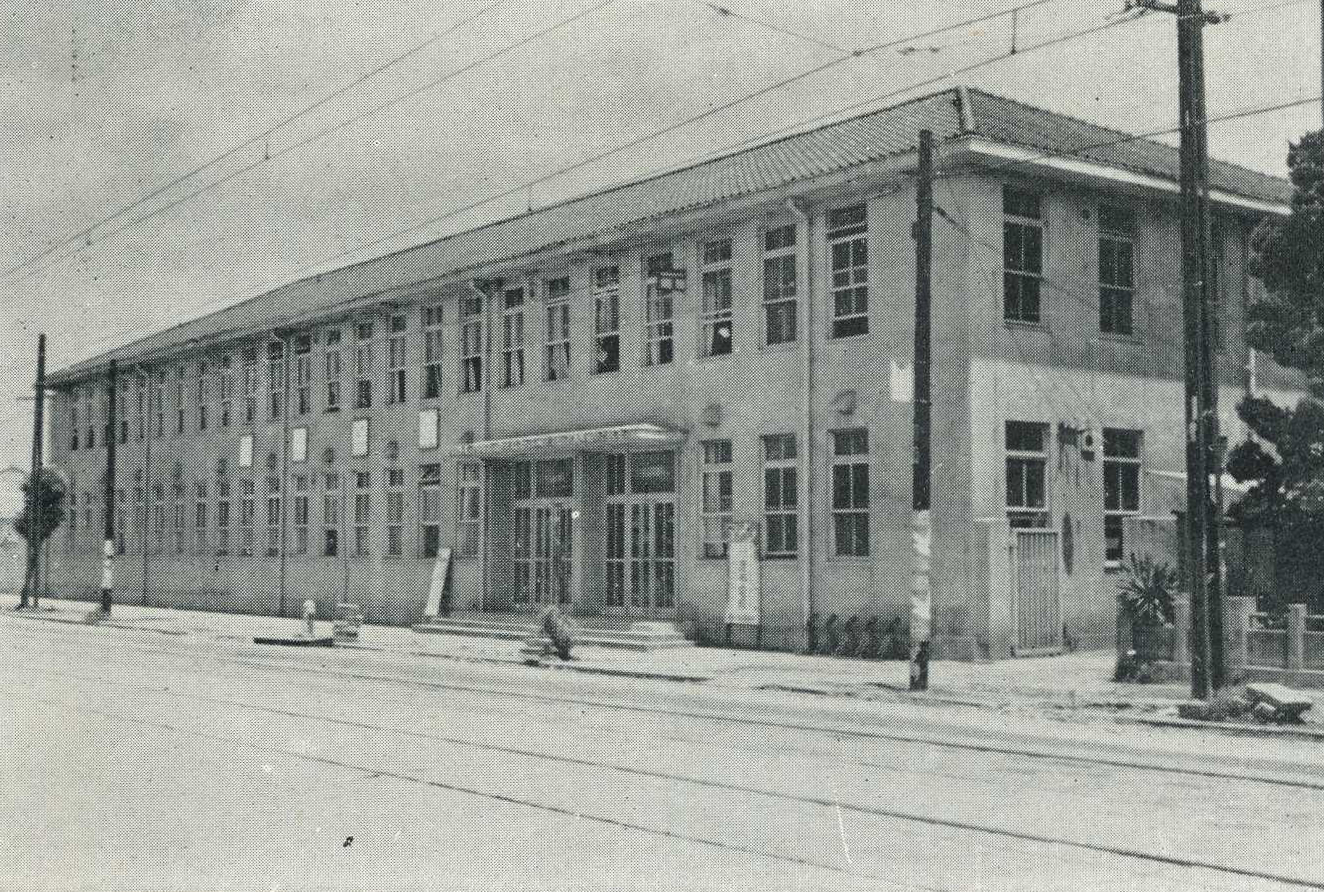
1955年頃。

- 1877年（明治10年）6月 - 仁保島渕崎（にほじまふちざき）郵便局（五等）として開設[2]。
- 1884年（明治17年） - 仁保島ノ内渕崎郵便局に改称。
- 1885年（明治18年） - 貯金取扱を開始。
- 1886年（明治19年）6月1日 - 仁保島渕崎郵便局に改称。
- 1890年（明治23年）4月1日 - 渕崎郵便局に改称。
- 1894年（明治27年）8月5日 - 宇品郵便電信局となる。同年11月1日より為替取扱を開始。
- 1900年（明治33年）6月27日 - 広島郵便電信局の支局となる。
- 1903年（明治36年）4月1日 - 通信官署官制の施行に伴い宇品郵便局（二等）となる。
- 1963年（昭和38年）6月23日 - 電話通話および和文電報受付事務の取り扱いを開始[3]。
- 2000年（平成12年）8月14日 - 外国通貨の両替および旅行小切手の売買に関する業務取扱を開始。
- 2007年（平成19年）10月1日 - 民営化に伴い、併設された郵便事業宇品支店に一部業務を移管。
- 2012年（平成24年）10月1日 - 日本郵便株式会社発足に伴い、郵便事業宇品支店を宇品郵便局に統合。
- 2017年（平成29年）3月5日 - ゆうゆう窓口の24時間営業を廃止。
- 2019年（令和元年）9月17日 - 広島東郵便局[4]から広島市南区の北部地域の集配業務を移管[5]。

## 取扱内容
- 郵便、印紙、ゆうパック、内容証明
- 貯金、為替、振替、振込、国際送金、外貨両替、国債、投資信託
- 生命保険、バイク自賠責保険、自動車保険
- ゆうちょ銀行ATM
- 広島市南区の全域（〒734-00xx、734-85xx、734-86xx、734-87xx、732-08xx、732-60xx、732-8501、8511、8564 - 8566、8568、8765）の集配業務
- ゆうゆう窓口

## 周辺
- 県立広島病院
- 県立広島大学広島キャンパス

## アクセス
- 広島電鉄宇品線（1・3・5号線）県病院前電停から徒歩約8分
- 広電バス 県立広島大学前（広島キャンパス）停留所もしくは広島バス 県病院前停留所下車
- 広島高速3号線（広島南道路） 宇品出入口から北へ約1.5km
- 駐車場あり：13台